# Consecuencialismo

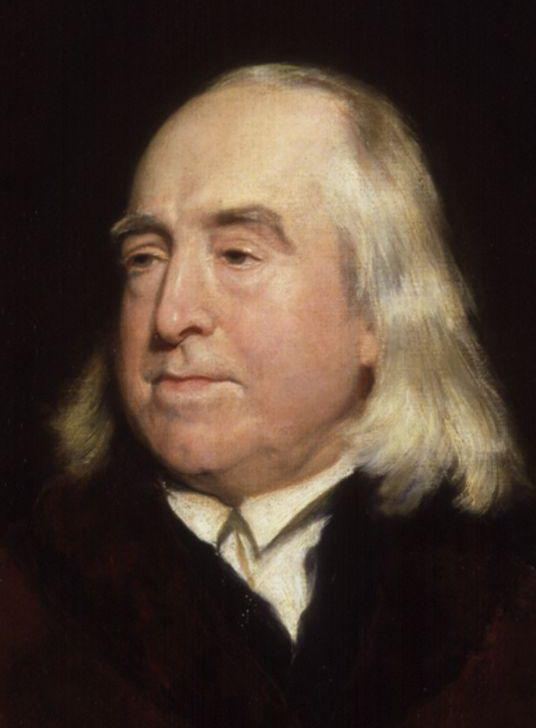
Jeremy Bentham, padre del utilitarismo, una de las principales teorías consecuencialistas.

En ética, el consecuencialismo, también conocido como ética teleológica (del griego τέλος telos, 'fin', en el sentido de finalidad) se refiere a todas aquellas teorías de la ética normativa que sostienen que la corrección o incorrección de nuestras acciones está determinada por el valor o desvalor que ocurre debido a ellas. Para las teorías consecuencialistas, una acción se juzga correcta si genera el mayor bien posible o un excedente de la cantidad de bien sobre el mal. Así, en la visión consecuencialista el buen proceder es el que optimiza algunos valores dados axiológicamente por una metaética, siempre que los valores hagan referencia a un efecto en el mundo.
Un aspecto destacado es la existencia del consecuencialismo negativo, el cual otorga prioridad absoluta a la reducción de desvalores como el sufrimiento. Según esta perspectiva, no existe valor positivo en sí mismo que pueda compensar el daño inherente de los desvalores. Este enfoque puede clasificarse en dos variantes principales: el consecuencialismo negativo pleno, que sostiene que solo se puede reducir el desvalor sin fomentar directamente valores positivos, y el consecuencialismo negativo moderado, que permite la promoción de valores positivos siempre que no interfiera con la reducción prioritaria de desvalores (Broome, 1991; Slote, 1984).
Otra división clave es entre el consecuencialismo directo y el indirecto. El primero aboga por evaluar cada acción de forma individual en función de las consecuencias inmediatas, mientras que el segundo plantea que seguir estrategias o reglas que produzcan mejores resultados a largo plazo es más efectivo, incluso si estas no maximizan el valor positivo en situaciones específicas. El consecuencialismo de las reglas, una variante del indirecto, sugiere que debemos actuar conforme a un conjunto de reglas cuya implementación continua garantice mejores resultados globales (Hooker, 2000).
El consecuencialismo satisfaccionista añade otra capa de matiz, al proponer que no es necesario maximizar siempre el impacto positivo, sino actuar hasta alcanzar un nivel suficiente de impacto positivo. En contraste, el consecuencialismo maximizador sostiene que las acciones correctas son aquellas que logran el mejor resultado posible en todas las circunstancias (Slote, 1984). Estas diferencias no solo reflejan debates sobre la intensidad del compromiso ético que demanda el consecuencialismo, sino también cómo deben equilibrarse los intereses individuales y colectivos en la práctica moral.
Por último, las críticas al consecuencialismo señalan su potencial para justificar actos que en otros contextos serían inaceptables, como sacrificar a unos pocos para beneficiar a muchos. No obstante, los defensores argumentan que este enfoque permite evitar resultados catastróficos y maximizar el bienestar colectivo, adaptándose a la incertidumbre inherente de las decisiones humanas al basarse en expectativas razonables en lugar de resultados garantizados (Railton, 1984).

## Formulaciones
Existen tantas éticas consecuencialistas como concepciones del valor. Así, hay posiciones consecuencialistas prioritaristas, igualitaristas, perfeccionistas y de muchos otros tipos. Entre ellas se pueden encontrar también muchas formas de utilitarismo (las mejores consecuencias para el mayor número), el egoísmo moral (las mejores consecuencias para mí mismo) y la ética del altruismo (las mejores consecuencias para el otro) de Auguste Comte.
Las éticas consecuencialistas son un grupo de teorías éticas que emana deberes u obligaciones morales que buscan lograr un fin último, que presume bueno o deseable. También se le conoce como ética consecutiva, ya que se basa el juicio de los actos en sus consecuencias, y se opone a la éticas deontológicas (del griego δέον, deber), que sostienen que la moralidad de una acción es independiente del bien o mal generado a partir de ella.
El consecuencialismo sostiene que la moralidad de una acción depende solo de sus consecuencias (el fin justifica los medios); cabe recalcar que las acciones también son importantes por sí mismas, ya que pueden ser consecuencias. El consecuencialismo no se aplica solo a las acciones, pero estas son el ejemplo más prominente. Creer que la moralidad se trata solo de generar la mayor cantidad de felicidad posible, o de aumentar la libertad lo más posible, o de promover la supervivencia de nuestra especie, es sostener una postura consecuencialista; porque aunque todas estas creencias difieren en cuanto a los valores que importan, están de acuerdo en que lo deseable toma forma de alguna consecuencia. Por ejemplo, la teoría consecuencialista hedonista identifica el bien con placer y el mal con el dolor; y la eudemonista tiene como objetivo la realización plena de la felicidad.
Una manera de clasificar a los distintos tipos de consecuencialismos es a partir de los agentes que se deben tener en cuenta cuando se consideran las consecuencias de las acciones. Esto da lugar a tres categorías de consecuencialismo:
- Egoísmo moral: una acción es moralmente correcta si produce consecuencias positivas para el agente.[7]
- Altruismo: una buena acción es aquella que produce el bien de los demás, a expensas del agente.
- Utilitarismo: una acción es moralmente correcta si predominan los resultados favorables sobre los indeseables, independientemente de quiénes sean los beneficiarios. Por tanto, la mejor acción posible es aquella que produce el mayor bien; tal y como sería medido por un observador imparcial.[8]

En contra de las éticas consecuencialistas se ha argumentado que es imposible estimar completamente las consecuencias de una acción, por lo que es difícil alcanzar juicios seguros sobre estas. 
La respuesta que daría el consecuencialismo a tal objeción sería que el valor de una acción no estaría determinado por las consecuencias reales de tal acción sino por los presupuestos sobre la probabilidad de sus resultados. La probabilidad es la que crea nuestras creencias y por lo tanto, la que nos conduce a actuar, por eso es lo que se debe tener en cuenta. El riesgo de caer en un pragmatismo excesivo es otra posible objeción contra las éticas consecuencialistas, pues la explotación o subordinación de unos grupos pudiera parecer justificada en función de algunas consecuencias benéficas para individuos u otros grupos. Aunque es importante mencionar que el consecuencialismo solo está de acuerdo en causar daño a un grupo si el grupo beneficiado es mayor y si el disfrute obtenido es superior al sufrimiento causado al grupo perjudicado.

## Comparación con otras éticas normativas
El consecuencialismo ha sido tradicionalmente identificado como una de las tres grandes aglomeraciones de teorías de ética normativa; siendo las otras dos la deontología y la ética de la virtud. Se distingue de la deontología en que esta última enfatiza la inquebrantabilidad de los deberes independientemente de los resultados. También difiere de la ética de la virtud, la cual se centra en la importancia de las motivaciones del agente moral.
Escenarios como el de la mentira piadosa, el dilema del tranvía o la legitimidad de la redistribución de la riqueza capturan la distinción entre consecuencialismo y deontología. Mientras que para el consecuencialismo los medios empleados solo importan en la medida que desencadenan consecuencias indeseables, restando a la bondad neta del acto completo, para la deontología existen algunos medios que bajo ninguna circunstancia se verían justificados.
Por otro lado, se ha dicho que el consecuencialismo es capaz de explicar la importancia del carácter de la persona (propio de la ética de la virtud) en términos de la instrumentalización del consecuencialismo. Según algunos consecuencialistas los motivos son acciones en potencia: revelan información acerca de las posibles acciones venideras de un agente y por lo tanto también tienen relevancia moral, si bien no son buenos o malos per se. No obstante, el partidario de la ética de la virtud dura podría defender la realidad de la bondad o maldad de un pensamiento aislado, y la existencia de pecados y crímenes de pensamiento. Mientras que para el consecuencialismo la mentira a veces podría ser el menor de los males, para la deontología nunca es admisible, y para la ética de la virtud incluso tomar la decisión de mentir y nunca concretarla ya es literalmente malvado.

## Origen del término
El término consecuencialismo fue acuñado por G.E.M. Anscombe en su ensayo "filosofía moral moderna" en 1958. Desde entonces es común en la teoría moral de lengua inglesa. Sus raíces históricas se hallan en el utilitarismo, aunque teorías éticas anteriores consideraban a menudo las consecuencias de las acciones relevantes para la deliberación ética. Debido a este lazo histórico con el utilitarismo, estos dos términos se superponen, lo cual es comprensible si se tiene en cuenta que el utilitarismo presenta la importante característica formal que asumen las teorías consecuencialistas: se trata de la importancia de las consecuencias de las acciones. Por otro lado, en 1979 Amartya Sen propone la idea de separar el consecuencialismo como un elemento del utilitarismo, en donde este mismo tiene tres elementos: primero, el "bienestarismo" (welfarism), o el interés en el bienestar personal para definir la utilidad; segundo, la "ordenación mediante la suma" (sum ranking), o la evaluación al sumar la utilidad individual; y por último, el "consecuencialismo" o la tesis de evaluar las opciones y acciones exclusivamente a través de los estados de cosas que éstas generen, o al contrario, que los estados de cosas alternativos se evalúen estrictamente en términos de sus componentes, excluyendo las intenciones y la identidad de sus responsables.

## Definición
El consecuencialismo, como sugiere su nombre, sostiene que los resultados de una acción compensan cualquier otra consideración en la deliberación moral. En el consecuencialismo, lo correcto es definido como "la maximización de lo bueno", y esta maximización es definida "independientemente de lo correcto", ya sea como utilidad, felicidad, placer o de alguna otra manera. La mayoría de las teorías consecuencialistas se centran en la maximización de las situaciones óptimas -después de todo, si algo es bueno, más de lo mismo será mejor. Sin embargo, no todas las teorías del consecuencialismo adoptan esta postura.
Aparte de este perfil básico, hay poco más que se pueda decir de forma inequívoca sobre el consecuencialismo. Algunos problemas, sin embargo, reaparecen en un número considerable de teorías del consecuencialismo. Por ejemplo:
- ¿Qué determina el valor de consecuencias? es decir ¿qué elementos componen una buena situación? Pero es la axiología la disciplina que se ocupa de estudiar el valor, no el consecuencialismo.
- ¿Quién o cuál es el beneficiario primario de la acción moral? Pero es una cosmovisión particular (antropocentrismo, sensocentrismo, biocentrismo, etc.) la que determina qué seres son los pacientes morales de una acción.
- ¿Quién juzga cuáles son las consecuencias de una acción y cómo? Pero podemos conocer cuáles son las consecuencias de una acción mediante la causalidad, pues une una acción y lo que sucede a continuación (las consecuencias de dicha acción).